# 達維季夫卡 (戈洛瓦尼夫西克區)
48°27′57″N 30°32′2″E / 48.46583°N 30.53389°E
達維季夫卡（烏克蘭語：Давидівка）是烏克蘭中部的村莊，隸屬基洛夫格勒州的霍洛瓦尼夫斯克區。該村始建於1760年，面積1.48平方公里，海拔高度140米，2001年人口241，人口密度每平方公里163.2人。